# Juan Kayser
Juan Kayser (Veracruz, Veracruz de Ignacio de la Llave, 22 de julio de 1996) es un futbolista mexicano que se desempeña en la posición de mediocampista. Actualmente milita en el Inter Playa del Carmen de la Serie A de la Segunda División de México.

## Trayectoria

### C. D. Veracruz
Debuta en la Liga MX en el partido Chiapas vs. Veracruz el domingo 14 de agosto de 2016.

### Inter Playa del Carmen
Llega al Inter Playa del Carmen como refuerzos para el 2020.

## Clubes
| Club                                           | País   | Año           |
| ---------------------------------------------- | ------ | ------------- |
| Tiburones Rojos de Veracruz                    | México | 2016-2019     |
| Tiburones Rojos de Veracruz Premier (préstamo) | México | 2017-2018     |
| Orizaba (préstamo)                             | México | 2019          |
| Inter Playa del Carmen                         | México | 2020-presente |